# Baibars
Baibars Bunduqdari, também conhecido como Baybars (em árabe: الملك الظاهر ركن الدين بيبرس البندقداري‎ ; c. 1223 — 1 de julho de 1277), foi um sultão mameluco do Egipto e da Síria entre 1260 a 1277, tendo como sugestivo cognome, "A besta".

## Biografia
Teve um percurso de vida muito agitado, tendo mesmo presenciado diversos acontecimentos atrozes, durante as invasões francas, que tinham como objectivo conquistar a Terra Santa para os cristãos. Chegou mesmo a ser aprisionado e vendido como escravo, ainda antes de ter conquistado o título de sultão do Império Mameluco e de ter liderado um exército para a vingança contra os Cruzados.
Baibars Bunduqdari, também conhecido como Baybars (em árabe: الملك الظاهر ركن الدين بيبرس البندقداري‎ ; c. 1223 — 1 de julho de 1277), foi um sultão mameluco do Egipto e da Síria entre 1260 a 1277, tendo como sugestivo cognome, "A besta".
De facto foi o primeiro líder a derrotar o Império Mongol, até então invencível, conseguindo alcançar importantes vitórias nas batalhas da planície de Albistan, na Anatólia e na batalha de Al-Bira no Norte da Síria, tendo como consequência imediata o recuo dos mongóis, que nunca se tinha visto em tal situação. Para além disso, Baibars ficou também conhecido por ter sido outro grande carrasco dos Cruzados que nunca lhe conseguiram fazer frente, pois este ganhou diversas batalhas, expulsando e exterminando grande parte dos cristãos, que ficaram só com os territórios de Acre. Os poucos sobreviventes que lá se mantiveram, alimentavam o sonho de expulsar os Mamelucos de Jerusalém, mas enquanto o sultão fosse vivo, isso seria praticamente impossível.
Quando os cristãos se encontravam em plena situação de derrota, acabou por aceitar um tratado de paz proposto pelo rei Eduardo I de Inglaterra, cumprindo-o respeitosamente até ao fim dos seus dias.
O sonho da conquista da terra santa por parte dos cristãos, foi totalmente destruído por este homem, que era conhecido por ser impiedoso, implacável e muito carismático. Consta mesmo que o sultão, ao saber de uma traição de um dos seus generais, mandou-o chamar ao seu palácio para ser executado pelo próprio, cortando-o aos bocados com um machado à frente de todos os seus conselheiros, para demonstrar a sua autoridade.
Porém, antes de morrer teve que lidar com muitos problemas internos, pois foi alvo de algumas traições, sofrendo diversas tentativas de assassinato e de desrespeito ao seu poder, por nunca ter expulso totalmente os cristãos das suas terras e que muitos dos seus conselheiros defendiam como prioridade máxima, enquanto este defendia que a maior urgência seria expulsar o império mongol. Um dos protagonistas, destas tentativas foi o seu próprio filho, Baraka Khan e que nunca foi muito apoiado pelo pai. Na realidade, ao ver que o seu filho era fraco, tentou mudar a herança do seu trono para o seu filho Salamish, que tinha tão somente sete anos na altura, mas isso acabou por nunca acontecer, porque Baibars morreu no próprio dia em que tomou a decisão, sendo a causa da sua morte um ataque cardíaco. Mas até hoje nunca se soube ao certo se isso aconteceu por envenenamento do seu filho Baraka, ou se a causa foi natural, depois de uma acesa discussão com este.

## A origem do mito
Baibars nasceu no seio de uma tribo turca das estepes asiáticas, chamados quipchacos, que habitavam a região entre os rios Don e Volga. A vida nômade era repleta de dificuldades e era prática comum a venda de garotos para o trabalho militar nos estados muçulmanos medievais, especialmente no Egito. Porém eles poderiam até ascender a posições de riqueza e poder, visto que sua condição de escravos não era permanente. Esses garotos, após exímio treinamento, passavam a ser chamados de Mameluco, que significa "aquele que foi possuído." Comprado pelo emir egípcio Aydekin El-Bunduqdar, foi escolhido pela sua alta estatura e de inteligência notável. O garoto de olhos azuis recebeu então o nome de Rukn Ad-Din Baibars Bunduqdari. integrado no exército de escravos Mamelucos, do Império Aiúbida, demonstrou logo cedo todas as suas potencialidades de guerreiro. Mais tarde, devido à sua coragem em combate, acaba por ser presenteado com uma nomeação para o posto de emir (general) do sultão Ayub.

## A ascensão ao poder
Baibars foi escravo e pertenceu ao exército mameluco, onde demonstrou dotes de um grande guerreiro, sendo talvez o homem que conseguiu terminar aquilo que o próprio Saladino tinha começado e que nunca tinha acabado: "parar as cruzadas". Para além disso, também era temido pelos mongóis e pelos sultões do Império que defendia, pois o seu carisma era inigualável. A prova disso é que ainda antes de ser sultão, matou dois anteriores sultões, por achar que estes não estariam a dar a glória de que o seu povo merecia. Matou com as próprias mãos o sultão Qutuz e o sultão Turanshah, sempre intensamente apoiado pelo seu exército.

## O dilema de uma guerra
Quando Baibars se tornou general, constatou que tinha dois grandes problemas: de um lado tinha os cruzados, que embora não estivessem muito bem preparados para lutar contra um exército muçulmano devidamente organizado,não poderiam ser esquecido, pois essa falha daria o tempo necessário para que os líderes ocidentais pudessem organizar uma nova cruzada, em busca da Terra Santa.
Do outro lado, tinha o Império Mongol, que embora já estivesse em declínio, nunca poderia ser subestimado, pois o seu exército era demasiado vasto e poderoso, para além de que parecia ser cada vez mais iminente uma nova invasão para tomar os territórios de Edessa, para lá do rio Eufrates, que já há muitos anos eram cobiçados, por causa do seu ponto estratégico, não só em termos geográficos, como também em termos militares, uma vez que era uma cidade rodeada por muralhas e um sistema de defesa muito resistentes, que resistiu pelo menos a três tentativas de tomada por parte dos mongóis.
Enquanto escravo Baibars odiava os cruzados, não só por tentarem conquistar violentamente os territórios da Terra Santa, como também pela conduta que tinham, que considerava ser imoral.
Porém, sabia que manter uma guerra em duas frentes, seria algo muito difícil de manter e como tal, tentou cumprir diversos tratados de paz, com os ocidentais estabelecidos no oriente, com o objectivo de manter a paz com estes e para preservar os territórios do Iraque e da Síria, defendendo-os do Império Mongol, esperando assim um intervalo na guerra com estes, para dar golpe final nas cristãos.

## A estratégia
Não só foi um grande estrategista em matéria de guerra, como também um grande visionário do mundo. Pelo que se apurou Baibars construiu diversas mesquitas, madraças e uma série de outras infra-estruturas não só para enriquecer o seu império, como também para garantir o conforto do seu povo.
Para além disso, serviu-se dos cristãos para arranjar novas oportunidades de expandir o comércio oriental por todo o mundo, como também para chegar a um mercado ocidental mais remoto, que terá resultado em muitos anos de harmonia com estes e numa época prospera para os negócios, até à sua morte.

## O desespero dos Cruzados

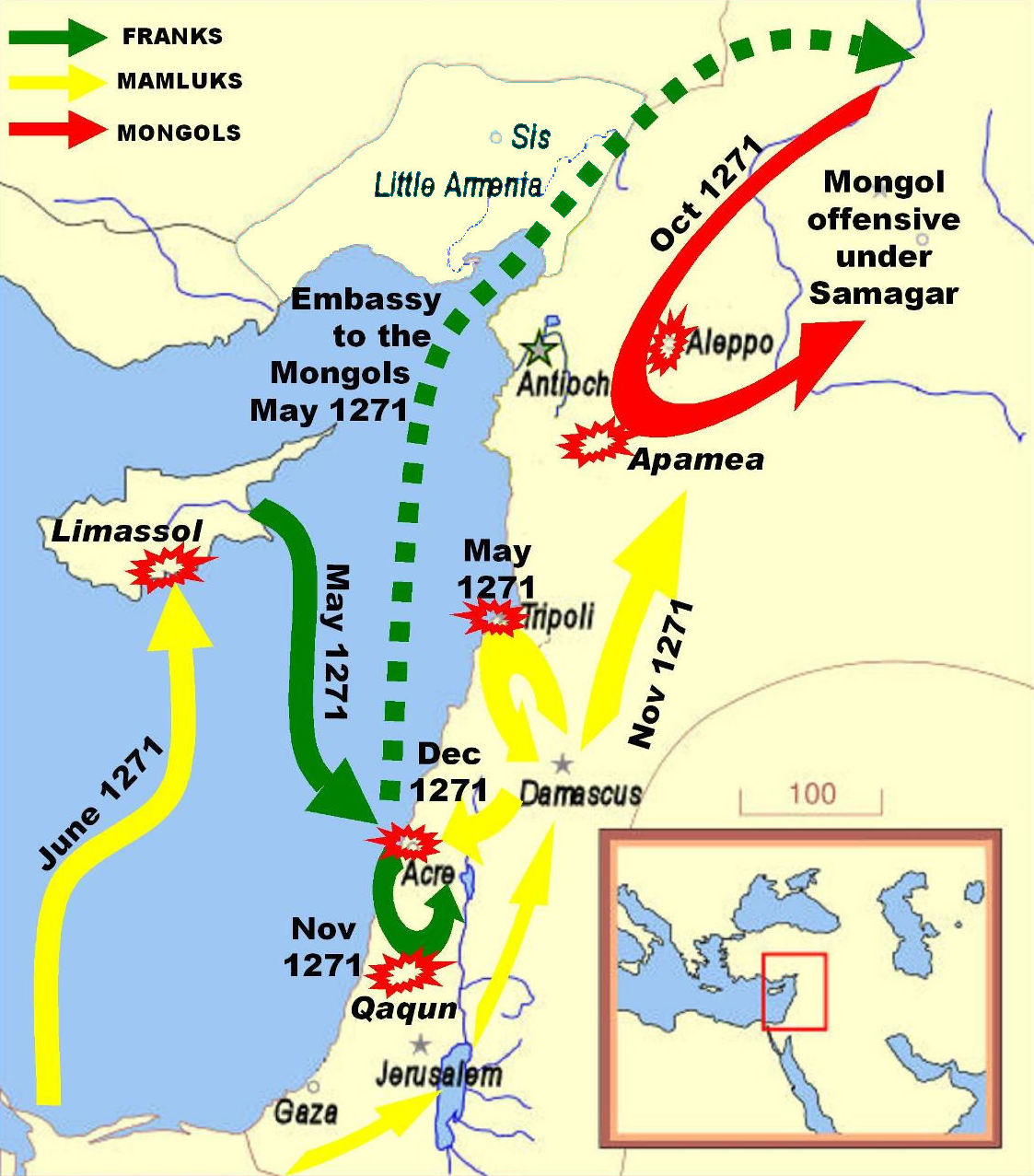
Os Mamelucos sob Baibars (amarelo) combatem os Francos e os Mongóis durante a Nona Cruzada.

Baibars lançou uma ofensiva contra os cruzados como muitos nunca tinham visto, cercando e arrasando com diversas fortalezas. Expulsou milhares de cristãos e mandou executar outros tantos.
Como prova desse massacre ficou registrado na história, o cerco de Safed, onde Baibars cercou milhares de cristãos, durante quatro semanas conquistando a fortaleza templária. Depois de o cerco terminar, ordenou a execução de todos os sobreviventes, condenando-os à decapitação e posteriormente mandou empalar as suas cabeças à volta das muralhas da fortaleza, para demonstrar o que aconteceria a todos os cruzados se não se retirassem do Médio Oriente.
Em toda a sua campanha contra os Cruzados, destruiu mais de vinte fortalezas sobre domínio cristão e mandou exterminar todos os muçulmanos que se tivessem convertido à mesma religião, como por exemplo os Armênios e os Sírios.
Esta iniciativa de expulsar aqueles que considerava os infiéis, acabou por nunca ser consumada por ele, tendo morrido ainda antes de isso acontecer e por ter assinado anteriormente com estes, um acordo que estabelecia a paz entre os dois povos, em que Baibars se comprometeu a não atacar os últimos territórios que não pertenciam ao seu domínio tais como Acre e Trípoli, em troca de rotas comerciais, mais favoráveis. De facto, o grande sultão teria percebido que com o estabelecimento dos ocidentais no oriente, o comércio se tinha incrementado a níveis nunca antes vistos, uma vez que os cristãos abriram as portas a muitas oportunidades de negócio.

## A queda de um colosso
Quando Baibars sentiu que os cristãos já não tinham mais força nem moral para formar uma nova cruzada e percebendo que estes estavam mais preocupados em manter a paz, resolveu virar toda a sua frente de combate contra o Império Mongol, que nunca tinha sentido o peso de uma derrota. É enquanto general que Baibars consegue derrotar pela primeira vez o seu inimigo oriental, na batalha de Ain Jalut, matando o principal líder inimigo, de seu nome Kitbogha e que era conhecido por ser um autêntico guerreiro selvagem, mas que acabou por morrer nessa batalha, sendo mesmo decapitado ainda em combate. Esta acção provocou uma reacção tão negativa para os Mongóis, que nunca souberam lidar com esta perda e se sentiram obrigados a recuar, perdendo mesmo os territórios de Bagdade e de Edessa.
Mais tarde, quando Baibars já era sultão, conquistou mais duas importantes vitórias nas batalhas de Albistan e da Anatólia, simbolizando isso a queda do colosso do oriente, que começou desde aí a ter dificuldades em manter a sua própria organização tribal e a resistir aos ataques inimigos.

## As relações familiares
Tudo leva a crer que Baibars seria um homem muito marcado pela guerra e pelas sucessivas tentativas de o atraiçoar e que nunca tiveram sucesso. Seria nesse aspecto uma pessoa reservada, marcada pela perda da sua família, na sua terra natal e mesmo depois quando voltou a casar com Nizam, a sua segunda mulher, isso nunca se alterou. Sabe-se que teve dois filhos: Baraka Khan um dos principais traidores à ideologia do pai, como também é suspeito do seu envenenamento, e Salamish que ficou órfão de pai aos sete anos.

## A morte misteriosa
A causa da sua morte nunca foi provada. Muitos historiadores avançavam com uma versão de que Baibars teria morrido em combate, numa campanha contra o Império Mongol, para aumentar a dimensão do seu império, nunca chegando a um consenso se este teria morrido ferido em combate, ou teria sido traído por algum dos seus generais.
Porém diversos estudos também revelaram de que essa versão poderia ser incoerente, pois uma vez que há historiadores que pensam que a tal campanha em questão, seria a da famosa batalha da Anatólia, onde saiu vitorioso e que segundo uma certa lógica, que este ainda teria chegado ao seu palácio para preparar uma nova ofensiva, para surpreender o seu inimigo, mas que tal nunca chegou a ser coordenado, pois Baibars era bastante censurado por não ter expulsado definitivamente os cristãos da sua terra e que essa poderia muito bem ter sido a causa para a sua morte. E este argumento ganhou ainda mais consistência quando se percebeu que o relacionamento com seu filho Baraka, teria sido bastante atribulado.